# Karambit

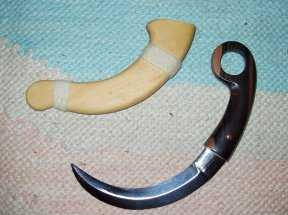
Karambit

Ein Karambit (Tagalog Karambit, malaiisch, javanisch, indonesisch Kerambit, minangkabauisch Kurambiak) ist eine aus dem Raum Indonesien, Malaysia und den Philippinen stammende Art von Messer.
Erste Dokumentationen dieses Messertyps stammen aus dem 11. Jahrhundert. Typisch für diese Messer sind klauenförmige Klingen und ein Ring am Griffende. Es handelt sich um ein landwirtschaftlich genutztes Messer (vor allem von Frauen), das primär im Garten verwendet wurde bzw. wird. Der typische Ring am Ende ermöglicht es, das Messer am kleinen Finger einzuhängen, mit beiden Händen z. B. Reispflanzen zu bündeln, das Messer mit einer Bewegung in die Hand zu schwingen und die Pflanzen abzuschneiden. Im Prinzip ist es also eine Sichel auf Messergröße verkleinert mit einem Fingerring.
Karambits gelten in der westlichen Welt heutzutage häufig als Waffe. Daher sind alle Arten von Karambits beispielsweise in Deutschland grundsätzlich erst mit Vollendung des 18. Lebensjahres zu erwerben. Sie unterliegen aufgrund der vom BKA festgestellten Waffeneigenschaft dem Führungsverbot in der Öffentlichkeit, sind jedoch keine verbotenen Gegenstände, welche unter die Kategorie Faust-, Fall-, Butterfly- oder Springmesser (nicht alle Arten, nur bestimmte Modelle z. B. Klingenlänge >8,5cm oder nach vorne aus dem Griff springend etc.) fallen.
Mit der Popularisierung der Kampfkünste Pencak Silat und Kali nahm die Popularität dieses Messers von den 80er Jahren an langsam zu. Durch das Videospiel Counter-Strike: Global Offensive, welches im Jahre 2012 veröffentlicht wurde, nahm die Beliebtheit nochmals zu, vor allem bei Jugendlichen. Besonders die bunten Ausführungen, welche auch in dem Spiel vorkamen, fanden große Beliebtheit. Mehrere größere US-Messerfirmen führen inzwischen Karambits im Sortiment. Vorreiter waren die Firma Emerson sowie der US-Nahkampfexperte Steve Tarani.